# Друге оптужбе против Мајкла Џексона за сексуално злостављање
People vs. Jackson (званичан назив процеса: 1133603: The People of the State of California v. Michael Joseph Jackson) је био судски процес у којем је амерички забављач Мајкл Џексон оптужен за сексуално малтретирање дечака 2005. године.
Тужитељ је био дечак, Гавин Арвизо, тада тринаестогодишњак. Џексон је оптужен по неколико тачака као што су: токсикација, злостављање и киднаповање дечака на свом рaнчу. Он је све оптужбе негирао тврдећи да је жртва неуспелог покушаја уцене и отимања новца. Тринаестог јуна 2005. године, Џексон је проглашен невиним по свим тачкама.